# Cybdelis boliviana
Cybdelis boliviana är en fjärilsart som beskrevs av Osbert Salvin 1869. Cybdelis boliviana ingår i släktet Cybdelis och familjen praktfjärilar. Inga underarter finns listade i Catalogue of Life.